# Noche en el paraíso
Noche en el Paraíso (en hangul: 낙원의 밤; RR: Nagwonui bam) es una película surcoreana de 2020, escrita y dirigida por Park Hoon-jung, y protagonizada por Uhm Tae-goo, Jeon Yeo-been y Cha Seung-won.

## Argumento
Park Tae-goo (Uhm Tae-goo) es un asesino que trabaja para la banda de Yang (Park Ho-san). Debido a sus habilidades, el líder de la banda rival de Bukseong, el presidente Doh, muestra su interés en contratarlo, pero él rechaza instantáneamente la oferta y provoca la furia del jefe mafioso.
Al poco tiempo, un golpe fatal lo destroza literalmente. Se entera de que su hermana y su sobrina han sido asesinadas. El jefe Yang le dice que el responsable puede ser Doh, como venganza por no haberse unido a su banda. Tae-goo va a la casa de este y acaba matándolo a él junto a todos sus guardaespaldas. Yang le aconseja entonces que abandone Seúl y se vaya lo más lejos posible. Tae-goo va a la isla de Jeju, donde conoce a Jae-yeon (Jeon Yeo-bin), una mujer que padece una enfermedad terminal y a la que los médicos dan pocas semanas de vida.
Mientras tanto, en Seúl el lugarteniente de Doh, el jefe Ma, prepara su venganza contra Tae-goo. Yang vende a Tae-goo para salvarse él mismo. Así los hombres de Ma van a Jeju para matarlo, y logran capturar a Jae-yeon y a uno de los hombres de Tae-goo, por lo que este decide rendirse para salvar sus vidas. Acude a un almacén donde le esperan Ma y sus hombres, que lo torturan y además le dicen que el verdadero responsable de la muerte de su hermana había sido su jefe Yang, para evitar que Tae-goo se cambiara a la banda rival de Doh acusando a este de ser el asesino. Además, así Yang había logrado que Tae-goo matara al propio Doh. Tae-goo muere finalmente a manos de Ma, que libera a Jae-yeon.
Esta, una vez libre, decide vengar a Tae-goo y saldar su deuda con él, que murió por salvarla a ella. Es una excelente tiradora; aprovecha que Yang, Ma y su banda están en un restaurante para cerrar las puertas y ventanas del mismo y matarlos a todos. Al final la policía está a punto de detenerla en la playa, pero en ese momento se suicida.

## Reparto
- Uhm Tae-goo como Park Tae-goo.
- Jeon Yeo-been como Jae-yeon.[4]
- Cha Seung-won como el jefe Ma.
- Lee Ki-young como Kim Nong-mil.
- Park Ho-san como el jefe Yang.
- Cho Dong-in como Jin-sung.
- Cha Soon-bae como el CEO Hwang.
- Lee Moon-sik como el Jefe Park.
- Heo Nam-jun como un subordinado del jefe Yang.

## Producción
Uhm Tae-goo tuvo que engordar 9 kilos para parecerse más a un gánster típico: «El director me pidió que subiera de peso pero me dijo que tratara de no parecer que he entrenado en el gimnasio. Trabajé en eso durante dos meses». Por su parte, Jeon Yeo-been hizo durante meses prácticas de tiro para aprender a manejar armas de fuego.

## Estreno
La película se estrenó en el 77.º Festival Internacional de Cine de Venecia el 3 de septiembre de 2020, donde se exhibió fuera de competición.
El 16 de octubre de 2020 se anunció que, a causa de la pandemia de COVID-19, la distribuidora Next Entertainment World no estrenaría la película en sala sino que se habían entablado negociaciones con Netflix para lanzarla a través de esta plataforma de streaming. A mediados de febrero de 2021 se anunció su estreno en Netflix el 9 de abril.

## Recepción
Para Kwak Yeon-soo (The Korea Times) Night in Paradise  «es un thriller policial de temática negra que se desvía de las películas de gánsteres convencionales. Coloca a una superheroína a la vanguardia y ofrece raros destellos de tranquilidad en medio de una sangrienta guerra de pandillas».
Deborah Young (The Hollywood Reporter), ha escrito que «Night in Paradise contiene buena trama, varios personajes divertidos y una buena variedad de emocionantes escenas de acción y profusión de sangre. Pero es indulgentemente largo, incluso dentro de las escenas, como la de la explosión inicial innecesariamente prolongada que pone la historia en movimiento». Jonathan Romney, de Screen International, señaló que «los adictos a la acción de los gánsteres asiáticos disfrutarán, pero la extraña mezcla de visceralidad incondicional y sentimiento límite podría limitar el atractivo de la película».
James Mottram, del South China Morning Post, incluyó Noche en el Paraíso entre las diez mejores películas proyectadas en el Festival Internacional de Cine de Venecia de 2020, y dijo que «no había nada tan emocionante como [la película]» y que sus «escenas extravagantes y los tiroteos [saciarán] a cualquier aficionado del género». Alberto Barbera, director del Festival de Venecia, también dio una crítica positiva: «Noche en el Paraíso es una de las mejores películas de gánsteres procedentes del cine surcoreano en los últimos años. Park Hoon-jung es un director que merece toda la atención por su habilidad para combinar la escritura de guiones originales con la creación de personajes complejos que nunca son estereotipados, junto con una impresionante y magistral habilidad como director. Su nombre seguramente se escuchará aún más en el futuro».